# Alice EP
『Alice EP』（アリス・イーピー）は、日本の歌手、immiのメジャー2作目のミニ・アルバム。2009年10月14日にDefSTAR RECORDSより発売された。

## 概要
ミニアルバムとしては前作『Wonder EP』以来、約2月半ぶりとなるリリース。前作同様、ミュージックビデオを収録したDVD付き盤で発売された。
本作はタイトル曲「Alice」の他、新曲「parallel lines」、ザ・ホワイト・ストライプスの「フェル・イン・ラヴ・ウィズ・ア・ガール」のカバー、フランス出身のバンド、ザ・シューズによる「Crazy Cat」のリミックス（原曲は『RimmiX』に収録）、二杉昌夫によるタイトル曲のリミックスを含む全5曲が収録されている。
表題曲の「Alice」は、immiの2枚目のオリジナルアルバム『Spiral』に収録されている。

## 収録曲
| 全作詞: immi（3曲目を除く）。 |                                |                     |                               |                         |      |
| #                             | タイトル                       | 作詞                | 作曲                          | 編曲                    | 時間 |
| 1.                            | 「Alice」                      | immi（3曲目を除く） | immi                          | JETBIKINI               | 5:20 |
| 2.                            | 「parallel lines」             | immi（3曲目を除く） | immi、Masao "N.A.i.D." Nisugi | Masao "N.A.i.D." Nisugi | 5:09 |
| 3.                            | 「FELL IN LOVE WITH A GIRL」   | immi（3曲目を除く） | Jack White                    | JETBIKINI               | 2:35 |
| 4.                            | 「Crazy Cat」(The Shoes Remix) | immi（3曲目を除く） | immi、Masao "N.A.i.D." Nisugi | The Shoes               | 4:10 |
| 5.                            | 「Alice」(RimmiX)              | immi（3曲目を除く） | immi                          | Masao "N.A.i.D." Nisugi | 6:08 |
| 合計時間:                     | 合計時間:                      | 合計時間:           | 合計時間:                     | 23:22                   |      |

| #  | タイトル               | 作詞 | 作曲・編曲 |
| -- | ---------------------- | ---- | ---------- |
| 1. | 「Alice」(music video) |      |            |
| 2. | 「Alice」(making of)   |      |            |